# Bahnstrecke Oberröblingen–Allstedt
| Streckennummer: | 6723                 |                   |                   |
| Kursbuchstrecke (DB): | 654                  |                   |                   |
| Kursbuchstrecke: | 159 (1934)           |                   |                   |
| Streckenlänge: | 7,42 km              |                   |                   |
| Spurweite: | 1435 mm (Normalspur) |                   |                   |
| |                      |                   |                   |
| \| \| \| nach Sangerhausen \| \| \| \| 0,00 \| Oberröblingen \| Oberröblingen \| \| \| \| nach Erfurt \| \| \| \| 3,63 \| Niederröblingen \| Niederröblingen \| \| \| 7,42 \| Allstedt \| 138 m \| |                      |                   |                   |
| Strecke |                      | nach Sangerhausen | nach Sangerhausen |
| Bahnhof | 0,00                 | Oberröblingen     | Oberröblingen     |
| Abzweig ehemals geradeaus und nach rechts |                      | nach Erfurt       | nach Erfurt       |
| Haltepunkt / Haltestelle (Strecke außer Betrieb) | 3,63                 | Niederröblingen   | Niederröblingen   |
| Kopfbahnhof Streckenende (Strecke außer Betrieb) | 7,42                 | Allstedt          | 138 m             |

Die Bahnstrecke Oberröblingen–Allstedt war eine eingleisige, nicht elektrifizierte Nebenbahn im ehemaligen Landkreis Sangerhausen in Sachsen-Anhalt.

## Geschichte
Bereits in den 1840er Jahren plante man eine Eisenbahnverbindung zwischen Halle und  Nordhausen, die über Querfurt, Allstedt, Artern und Kelbra führen sollte. Dieses Projekt wurde aber nicht umgesetzt und so dauerte es noch über 50 Jahre, ehe Allstedt einen Bahnanschluss erhielt.
Als 1881 das zweite Teilstück der Strecke Sangerhausen–Erfurt eröffnet wurde, bestand eine realistische Chance, das Allstedt in absehbarer Zeit an das Eisenbahnnetz angeschlossen würde. Zunächst verkehrte jedoch nur eine Pferdepost dreimal täglich zwischen Allstedt und Oberröblingen. Nachdem in den 1890er Jahren bei Niederröblingen ein Kupferschieferschacht abgeteuft wurde, bestand dringender Bedarf nach einer Eisenbahn. Nach zwei Jahre dauernden Planungen begann im November 1893 der Bau der Strecke Oberröblingen–Allstedt. Die Bahn zweigte im Bahnhof Oberröblingen von der Strecke Sangerhausen-Erfurt ab, und führte von dort über Niederröblingen nach Allstedt. Nach nur elfmonatiger Bauzeit wurde die 7,42 km lange Strecke am 1. Oktober 1894 eröffnet.
Der Verkehr entwickelte sich recht positiv, auch wenn vor allem saisonal auf Zuckerrüben begrenzt. Mit der Schließung des Kalischachts in den 1920er Jahren ging der Verkehr zurück.

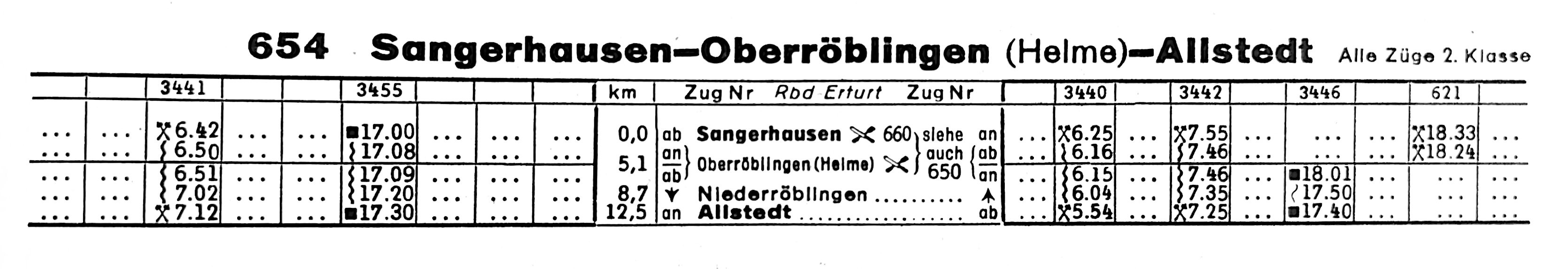
Sommerfahrplan 1969

Der Personenverkehr endete auf dieser Strecke am 1. September 1973, der Güterverkehr wurde am 31. Dezember 1994 offiziell eingestellt. Der Gleisabbau erfolgte um 1999. Im Bahnhofsbereich Oberröblingen existiert von der ehemaligen Bahnstrecke heute nur noch ein kurzes Stück Gleis, das auf Höhe des früheren Bahnsteiges an einem Prellbock endet. Anschließend ist die Trasse mit einem Wohngebiet überbaut. Auf dem Abschnitt zwischen der B 86 in Oberröblingen bis Ortseingang Allstedt entstand ein Radweg, welcher kurz vom ehemaligen Bahnhofsgelände in Niederröblingen mit seinem Anschluss an das ehemalige Kupferbergwerk „Bernhard Koenen I“ unterbrochen wird.